# Grammy Award for Best Recording Package
Der Grammy Award for Best Recording Package, auf Deutsch etwa „Grammy-Auszeichnung für die beste Tonträgerverpackung“, ist ein Musikpreis, der seit 1959 von der amerikanischen Recording Academy im Bereich Musikhandwerk verliehen wird. Der Preis geht an den Artdirector der Aufnahme.

## Geschichte und Hintergrund
Die seit 1959 verliehenen Grammy Awards werden jährlich in zahlreichen Kategorien von der Recording Academy in den Vereinigten Staaten vergeben, um künstlerische Leistung, technische Kompetenz und hervorragende Gesamtleistung ohne Rücksicht auf die Album-Verkäufe oder Chart-Position zu würdigen.
Eine dieser Kategorien ist der Grammy Award for Best Recording Package. Der Preis wird seit 1959 für das visuelle Aussehen eines Albums vergeben. Er wird dem Artdirector des Siegeralbums überreicht. Die Auszeichnung hieß zunächst Grammy Award for Best Album Cover. Von 1962 bis 1965 wurde er zusätzlich in die Bereiche Klassik und Nichtklassik unterteilt, von 1966 bis 1968 in die Bereiche Grafik und Fotografie. 1974 wurde der Name des Preises in Grammy Award for Best Album Package geändert und erhielt 1994 den aktuellen Namen.

## Gewinner und Nominierte
| Jahr                 | Bereich              | Gewinner                                                            | Nationalität                              | Werk                                                                                 | Interpret(en)                                                                              | Nominierte | Bild des/der Gewinner(s) |
| -------------------- | -------------------- | ------------------------------------------------------------------- | ----------------------------------------- | ------------------------------------------------------------------------------------ | ------------------------------------------------------------------------------------------ | --- | ------------------------ |
| 1959                 | 1959                 | Frank Sinatra (als Artdirector)                                     | Vereinigte Staaten                        | Frank Sinatra Sings for Only the Lonely                                              | Frank Sinatra                                                                              | - Ray Heindorf und Ray Rennahan für For Whom the Bell Tolls - David Rose für Ira Ironstrings Plays Music for People with $3.98 – Ira Ironstrings - Marvin Schwartz für Come Fly with Me – Frank Sinatra - Charles Ward für Julie – Julie London |                          |
| 1960                 | 1960                 | Robert M. Jones                                                     |                                           | Dmitri Schostakowitsch: 5. Sinfonie                                                  | National Symphony Orchestra dirigiert von Howard Mitchell                                  | - Saul Bass für Anatomy of a Murder – Duke Ellington - Acy Lehman für Porgy and Bess – Lena Horne und Harry Belafonte - Colonel Tom Parker für For LP Fans Only – Elvis Presley - Robert Yorke und Acy Lehman für The South Shall Rise Again – Phil Harris |                          |
| 1961                 | 1961                 | Marvin Schwartz                                                     |                                           | Latin ala Lee!                                                                       | Peggy Lee                                                                                  | - Marvin Israel für Bean Bags – Milt Jackson und Coleman Hawkins - Robert M. Jones für Carlos Montoya – Carlos Montoya - Robert M. Jones für Prokofjew: Alexander Newski – Fritz Reiner (Dirigent) mit dem Chicago Symphony Orchestra - Robert M. Jones für Igor Strawinsky: Petruchka – Pierre Monteux (Dirigent) mit dem Boston Symphony Orchestra - Robert M. Jones für Pjotr Iljitsch Tschaikowski: Der Nussknacker – Fritz Reiner (Dirigent) mit dem Chicago Symphony Orchestra - Robert M. Jones für Wild Percussion and Horns A’Plenty – Dick Schory - Sheldon Marks für Ella Fitzgerald Sings the George and Ira Gershwin Song Book – Ella Fitzgerald - Irving Werbin für Now! – Fred Astaire |                          |
| 1962                 | Nichtklassik         | Jim Silke                                                           |                                           | Judy at Carnegie Hall                                                                | Judy Garland                                                                               | - Bob Cato für A Touch of Elegance – André Previn - Ken Deardoff für New Orleans: The Living Legend – Peter Bocage - Robert M. Jones für Breakfast at Tiffany’s – Henry Mancini - Reid Miles for Jackie's Bag – Jackie McLean |                          |
| 1962                 | Klassik              | Marvin Schwartz                                                     |                                           | Puccini: Madame Butterfly                                                            | Marvin Schwartz                                                                            | - Robert M. Jones für Albéniz: Iberia / Ravel: Rapsodie Espagnole - Robert M. Jones für Gould Ballet Music: Fall River Legend/Interplay/Latin American Symphonette - Meyer Miller für Golden Age of English Lute Music - Marvin Schwartz für Beethoven: 9 Sinfonien |                          |
| 1963                 | Nichtklassik         | Robert M. Jones                                                     |                                           | Lena... Lovely and Alive                                                             | Lena Horne                                                                                 | - Loring Eutemey für The Comedy – Modern Jazz Quartet - Ken Kim für My Son, the Folk Singer – Allan Sherman - Bill Longcore für The First Family – Vaughn Meader - John Murello für Jazz Samba – Stan Getz und Charlie Byrd - Jim Silke für The Great Years – Frank Sinatra - Ed Thrasher für Potpourri par Piaf – Édith Piaf |                          |
| 1963                 | Klassik              | Marvin Schwartz                                                     |                                           | The Intimate Bach                                                                    | Marvin Schwartz                                                                            | - Marvin Schwartz für Beethoven: Fidelio - Marvin Schwartz forFauré: Requiem - Marvin Schwartz für Otto Klemperer Conducts – Otto Klemperer - Marvin Schwartz für Wagner: Prelude and Love Death/R. Strauss: Death and Transfiguration - Jim Silke für Bartók: The Miraculous Mandarin / Schostakowitsch: The Age of Gold |                          |
| 1964                 | Nichtklassik         | John Berg                                                           |                                           | The Barbra Streisand Album                                                           | Barbra Streisand                                                                           | - Robert M. Jones für Aloha from Norman Luboff – Norman Luboff Choir - Robert M. Jones für Honey in the Horn – Al Hirt - Jim Ladwig für Bach’s Greatest Hits – The Swingle Singers - John Murello für Night Train – Oscar Peterson - Jim Silke für Hollywood My Way – Nancy Wilson - Edward L. Thrasher für Carl Reiner and Mel Brooks at the Cannes Film Festival – Carl Reiner und Mel Brooks |                          |
| 1964                 | Klassik              | Robert M. Jones                                                     |                                           | Puccini: Madama Butterfly                                                            | Robert M. Jones                                                                            | - John Berg fürBeethoven: 5. Sinfonie - Vladimir Bobri für Granada (Albéniz: Granada/Granados: Spanish Dance in E Minor/Ponce, Tansman, Aguado: 8 Lessons for Guitar/Sor: 4 Studies) - Bob Cato für R. Strauss: Don Quixote - Robert M. Jones für Beethoven: Sinfonie Nr. 6 in F-Dur, Op. 68 („Pastorale“) - Dorle Soria für An Evening of Elizabethian Music, und Dorle Soria für Puccini: Tosca |                          |
| 1965                 | Nichtklassik         | Robert Cato und Don Bronstein                                       |                                           | People                                                                               | Barbra Streisand                                                                           | - Robert Cato und Milton Glaser für The Sound of Harlem – verschiedene Künstler - John Murello und Olga Albizu für Getz/Gilberto – Stan Getz und João Gilberto - George Osak und George Jerman für Guitar From Ipanema – Laurindo Almeida - Ed Thrasher für Poitier Meets Plato – Sidney Poitier |                          |
| 1965                 | Klassik              | Robert M. Jones und Jan Balet                                       |                                           | Saint-Saëns: Carnival of the Animals /Britten: Young Person's Guide to the Orchestra | Boston Pops unter der Leitung von Arthur Fiedler                                           | - John Berg und Henrietta Condak für R. Strauss: Also sprach Zarathustra – Philadelphia Orchestra unter der Leitung von Eugene Ormandy - Robert Cato für Mexico (Legacy Collection) – Carlos Chávez - Bill Harvey und Lionel Kalish für Court and Ceremonial Music of the 16th Century – Roger Blanchard Ensemble mit dem Poulteau Consort - Robert M. Jones und David Hect für Mahler: Symphony No. 5 in C Sharp Minor – Boston Symphony unter der Leitung von Erich Leinsdorf - Marvin Schwartz für Verdi: Messa da Requiem – Philharmonic Orchestra unter der Leitung von Carlo Maria Giulini |                          |
| 1966                 | Grafik               | George Estes and James Alexander                                    |                                           | Bartók: 2. Violinkonzert / Strawinsky: Konzert für Violine und Orchester in D        | Joseph Silverstein und das Boston Symphony Orchestra unter der Leitung von Erich Leinsdorf | - John Berg für Horowitz at Carnegie Hall – Vladimir Horowitz - John Berg für William Tell and Other Favorite Overtures – New Yorker Philharmoniker unter der Leitung von Leonard Bernstein - Georges Estes und Charles White für Gould: Spirituals for Orchestra/Copland: Dance Symphony – Chicago Symphony unter der Leitung von Morton Gould - Jerry Smokler und Paul Davis für Solo Monk – Thelonious Monk - Ed Thrasher und Patrick Blackwell für Concert in the Virgin Islands – Duke Ellington |                          |
| 1966                 | Fotografie           | Robert M. Jones and Ken Whitmore                                    |                                           | Jazz Suite on the Mass Texts                                                         | Paul Horn                                                                                  | - John Berg und Dan Kramer für Bringing It All Back Home – Bob Dylan - Robert Cat und Sheldon Streisand für My Name Is Barbra – Barbra Streisand - Ed Thrasher und Sherman Weisburd für The Aznavour Story – Charles Aznavour - Acy Lehman und Rudolph Regname für Guitar Forms – Kenny Burrell und das Gil Evans Orchestra - Jerry Smokler und W. Eugene Smith für Monk – Thelonious Monk - Peter Whorf für Whipped Cream & Other Delights – Herb Alpert and the Tijuana Brass |                          |
| 1967                 | Grafik               | Klaus Voormann                                                      | Deutschland                               | Revolver                                                                             | The Beatles                                                                                | - Elinor Bunin, Bob Cato und John Berg für Color Me Barbra – Barbra Streisand - Rod Dyer und George Osaki für Stan Kenton Conducts the Los Angeles Neophonic Orchestra – Stan Kenton und das Los Angeles Neophonic Orchestra - Gordon Kibbee und William S. Harvey für Baroque Fanfares and Sonatas for Brass – Joshua Rifkin und den London Brass Players - Mozelle Thompson und Georges Estes für Ives: Sinfonie Nr. 1 in D-moll – Morton Gould und das Chicago Symphony - Allen Weinberg, Bob Cato und John Berg für Christmas Carols for Solo Guitar – Charlie Byrd - Peter Whorf und Woody Woodward für Talk That Talk – The Jazz Crusaders                                                      |                          |
| 1967                 | Fotografie           | Robert M. Jones und Les Leverette                                   |                                           | Confessions of a Broken Man                                                          | Porter Wagoner                                                                             | - Bob Cato, John Berg, und Gerald Schatsberg für Blonde on Blonde – Bob Dylan - Bob Cato, John Berg, und Guy Webster für Turn! Turn! Turn! – The Byrds - Robert M. Jones und Tom Zimmerman für The Time Machine – Gary Burton - Ed Thrasher und Tom Tucker für Sammy Davis, Jr. Sings and Laurindo Almeida Plays – Sammy Davis, Jr. und Laurindo Almeida - Peter Whorf für Guantanamera – The Sandpipers - Peter Whorf und George Jerman für What Now My Love – Herb Alpert and the Tijuana Brass |                          |
| 1968                 | Grafik               | Peter Blake und Jann Haworth                                        | Vereinigtes Königreich Vereinigte Staaten | Sgt. Pepper’s Lonely Hearts Club Band                                                | The Beatles                                                                                | - John Berg, Bob Cato und Henrietta Condak für Haydn: Sinfonie Nr. 84 in Es-Dur/Sinfonie Nr. 85 in B-Dur („La Reine“) – Leonard Bernstein und die New Yorker Philharmoniker - John Berg, Bob Cato und Lasio Kubinyi für Straight No Chaser – Thelonious Monk - Robert M. Jones und Jack Davis für Nashville Cats – Homer and Jethro - Ed Thrasher und Charles White für The Gold Standard Collection – Hank Thompson - Woody Woodward und Wayne Kimball für Up, Up and Away – The 5th Dimension |                          |
| 1968                 | Fotografie           | John Berg, Bob Cato und Rowland Scherman                            | Vereinigte Staaten                        | Bob Dylan’s Greatest Hits                                                            | Bob Dylan                                                                                  | - Bill Harvey, Guy Webster und Joel Brodsky für The Doors – The Doors - Robert M. Jones und Jimmy Moore für Suburban Attitudes in Country Verse – John Loudermilk - Robert M. Jones und New World Fotografie für Earthwords & Music – John Hartford - Robert M. Jones und Howard Cooper für From Mexico with Laughs – Don Bowman - Ken Kim für Bravo, Bravo, Aznavour – Charles Aznavour - Ken Kim für That Man, Robert Mitchum Sings – Robert Mitchum |                          |
| 1969                 | 1969                 | John Berg, Richard Mantel und Horn/Griner Studio                    | Vereinigte Staaten                        | Underground                                                                          | Thelonious Monk                                                                            | - Sam Antupit und Pete Turner für Road Song – Wes Montgomery - John Berg, Bob Cato, Ron Coro und Don Huntstein für Ives: Holiday Symphony – Leonard Bernstein und die New Yorker Philharmoniker - Bob Cato für Wow, interpretiert von Moby Grape - William S. Harvey und Gene Szafran für Rhinoceros – Rhinoceros |                          |
| 1970                 | 1970                 | Evelyn J. Kelbish und David Stahlberg                               |                                           | America the Beautiful                                                                | Gary McFarland                                                                             | - Gary Burden und Henry Diltz für Richard Pryor – Richard Pryor - David Juniper für Led Zeppelin II – Led Zeppelin - Tom Lazarus, Gene Brownell und Bill Gordon für Pidgeon – Pidgeon - Bob Seidman für Blind Faith – Blind Faith |                          |
| 1971                 | 1971                 | Robert Lockhart und Ivan Nagy                                       |                                           | Indianola Mississippi Seeds                                                          | B. B. King                                                                                 | - John Berg und Nick Fasciano für Chicago – Chicago - John Berg, Philip Hays und Lloyd Ziff für The World’s Greatest Blues Singer – Bessie Smith - Ed Thrasher und Dave Bhang für Hand Made – Mason Williams - Desmond Strobel und John Craig für The Naked Carmen – verschiedene Künstler - Peter Whorf, Martin Donald und Christopher Whorf für Mason Proffit – Mason Proffit - Peter Whorf, Christopher Whorf und Fred Poore für Schubert: Sinfonie in h-Moll / Beethoven: 5. Sinfonie – Artur Rodziński mit dem London Philharmonic Orchestra - Woody Woodward, William E. McEuen und Dean O. Torrence für Uncle Charlie and His Dog Teddy – Nitty Gritty Dirt Band                               |                          |
| 1972                 | 1972                 | Gene Brownell und Dean O. Torrence                                  | Vereinigte Staaten                        | Pollution                                                                            | Pollution                                                                                  | - John Berg, Robert Lockhart und Norman Seeff für Blood, Sweat & Tears 4 – Blood, Sweat & Tears - Vincent J. Biondi und Susan Obrant für The Music of Erik Satie: Through a Looking Glass – Camarata Contemporary Chamber Orchestra - Acy Lehman und Nick Sangiamo für Bark – Jefferson Airplane - Norman Seeff und John Van Hammersveld für Black Pearl – Jimmy McGriff - Ed Thrasher und John Van Hammersveld für Hot Platters – verschiedene Künstler - Ed Thrasher und Terry Paul für Sharepickers – Mason Williams - Craig Braun und Andy Warhol für Sticky Fingers – The Rolling Stones |                          |
| 1973                 | 1973                 | Acy Lehman und Harvey Dinnerstein                                   | Vereinigte Staaten                        | The Siegel-Schwall Band                                                              | The Siegel-Schwall Band                                                                    | - Hipgnosis und Poe für Flash – Flash (Band) - Ron Levine und Pacific Eye & Ear für Five Dollar Shoes – Five Dollar Shoes - Bill Levy und Fred Marcellino für Virgin – The Mission - Aaron Schumaker und Tumbleweed Graphics für Chief – Dewey Terry - Norman Seeff für Historical Figures and Ancient Heads – Canned Heat - Ed Thrasher, Chris Wolf, Dave Willardson und John & Barbara Casado für Sunset Ride – Zephyr - Wilkes & Braun, Sound Packing Corp. und Robert Otter für School’s Out – Alice Cooper |                          |
| 1974                 | 1974                 | Wilkes & Braun                                                      | Vereinigte Staaten                        | Tommy                                                                                | London Symphony Orchestra and Chambre Choir                                                | - John Berg für Chicago VI – Chicago - Hipgnosis für Houses of the Holy – Led Zeppelin - Jim Ladwig und AGI für Ooh La La – Faces - Ode Visuals für Los Cochinos – Cheech & Chong - Pacific Eye & Ear für Billion Dollar Babies – Alice Cooper - Mike Salisbury für Live! The World of Ike & Tina – Ike & Tina Turner - Al Steckler für Chubby Checker’s Greatest Hits – Chubby Checker |                          |
| 1975                 | 1975                 | Ed Thrasher und Christopher Whorf                                   | Vereinigte Staaten                        | Come & Gone                                                                          | Mason Proffit                                                                              | - John Berg für Santana’s Greatest Hits – Santana - Eddie Briscoe für Ride ’Em Cowboy – Paul B. Davis - Ron Coro für On Stage – Loggins and Messina - Bob Defrin und Basil Pao für Is It In – Eddie Harris - Herb Greene für That’s a Plenty – The Pointer Sisters - Ode Visuals für Cheech and Chong’s Wedding Album – Cheech & Chong - Ethan Russell für Quadrophenia – The Who |                          |
| 1976                 | 1976                 | Jim Ladwig                                                          |                                           | Honey                                                                                | Ohio Players                                                                               | - AGI für Physical Graffiti – Led Zeppelin - Gary Burden für One of These Nights – Eagles - Gene Christensen für Playing Possum – Carly Simon - Bob Defrin für Solo Piano – Phineas Newborn Jr. - Mick Haggerty für Steppin’ – The Pointer Sisters - Hipgnosis für Wish You Were Here – Pink Floyd - John Kosh für Atlantic Crossing – Rod Stewart - William E. McEuen für Dream – Nitty Gritty Dirt Band |                          |
| 1977                 | 1977                 | John Berg                                                           | Vereinigte Staaten                        | Chicago X                                                                            | Chicago                                                                                    | - Ron Coro und Nancy Donald für Silk Degrees – Boz Scaggs - Hipgnosis und Hardie für Presence – Led Zeppelin - Acy Lehman für Coney Island Boy – Lou Reed - J. Stelmach für Schumann: Sinfonie Nr. 1 in B-Dur, Op. 38 / Byron: Manfred Overture, Op. 115 – Charles Münch und das Boston Symphony Orchestra - Roland Young für Bellavia – Chuck Mangione - Roland Young für The End of the Beginning – Richie Havens - Roland Young für Mirrors – Peggy Lee |                          |
| 1978                 | 1978                 | John Kosh                                                           | Vereinigte Staaten                        | Simple Dreams                                                                        | Linda Ronstadt                                                                             | - John Berg für Love Notes – Ramsey Lewis - Glen Christensen für Hejira – Joni Mitchell - John Kosh für Singin’ – Melissa Manchester - MPL und Hipgnosis für Wings over America – Paul McCartney und Wings - Paula Scher für Ginseng Woman – Eric Gale - Paula Scher für Yardbirds Favorites – The Yardbirds - Abie Sussman und Bob Defrin für Color As A Way of Life – Lou Donaldson |                          |
| 1979                 | 1979                 | Johnny Lee und Tony Lane                                            |                                           | Boys in the Trees                                                                    | Carly Simon                                                                                | - John Berg und Paula Scher for Heads – Bob James - Ron Coro für The Cars – The Cars - Ron Coro und Johnny Lee für Out of the Woods – Oregon - Gribitt und Tim Bryant für Last Kiss – Fandango - Tony Lane für Bruce Roberts – Bruce Roberts - Juni Osaki für Children of Sanchez – Chuck Mangione - Barbara Wojirsch für Non-Fiction – Steve Kuhn |                          |
| 1980                 | 1980                 | Mike Doud und Mick Haggerty                                         |                                           | Breakfast in America                                                                 | Supertramp                                                                                 | - John Berg für Ramsey – Ramsey Lewis - Lynne Dresse Breslin für With Sound Reason – Sonny Fortune - Ron Coro und Johnny Lee für Near Perfect/Perfect – Martin Mull - Peter Corriston für Morning Dance – Spyro Gyra - John Gillespie für Fear of Music – Talking Heads - Hipgnosis für In Through the Out Door – Led Zeppelin - Tony Lane für Chicago 13 – Chicago - Michael Ross für Look Sharp! – Joe Jackson |                          |
| 1981                 | 1981                 | Roy Kohara                                                          |                                           | Against the Wind                                                                     | Bob Seger & The Silver Bullet Band                                                         | - John Berg für Chicago XIV – Chicago - Ron Coro und Johnny Lee für Cats – The Cats - Vigon Nahas Vigon für Tusk – Fleetwood Mac - Paula Scher für One on One – Bob James and Earl Klugh |                          |
| 1982                 | 1982                 | Peter Corriston                                                     | Vereinigte Staaten                        | Tattoo You                                                                           | The Rolling Stones                                                                         | - Carla Bley und Paul McDonough für Social Studies – Carla Bley - Mike Doud für Working Class Dog – Rick Springfield - Bush Hollyhead für Positive Touch – The Undertones - John Kosh für Eagles Live – Eagles |                          |
| 1983                 | 1983                 | John Kosh and Ron Larson                                            | Vereinigtes Königreich Vereinigte Staaten | Get Closer                                                                           | Linda Ronstadt                                                                             | - Jules Bates für Nothing to Fear – Oingo Boingo - Mick Haggerty und Ginger Canzoneri für Vacation – The Go-Go’s - Denise Minobe und Ron Coro für We Are One – Pieces of a Dream - George Osaki für Ongaku-Kai Live in Japan – The Crusaders |                          |
| 1984                 | 1984                 | Robert Rauschenberg                                                 | Vereinigte Staaten                        | Speaking in Tongues                                                                  | Talking Heads                                                                              | - Bob Defrin und Lynn Dreese Breslin für Records – Foreigner - Bill Levy und Murray Whiteman für One Night with a Stranger – Martin Briley - Michael Ross für The Key – Joan Armatrading - Richard Seireeni für Nothing But the Truth – Mac McAnally |                          |
| 1985                 | 1985                 | Janet Perr                                                          |                                           | She’s So Unusual                                                                     | Cyndi Lauper                                                                               | - Bill Johnson, Virginia Team und Jeff Morris für Willie Nelson – Willie Nelson - Bill Levy für Every Man Has a Woman – verschiedene Künstler - Henry Marquez für No Brakes – John Waite - Andy Summers und Michael Ross für Bewitched – Andy Summers und Robert Fripp |                          |
| 1986                 | 1986                 | John Kosh und Ron Larson                                            | Vereinigtes Königreich Vereinigte Staaten | Lush Life                                                                            | Linda Ronstadt                                                                             | - Jeffrey Kent Ayeroff und Jeri McManus für Hunting High and Low – a-ha - Renee Hardaway und Johnny Lee für In Square Circle – Stevie Wonder - Virginia Team für Highwayman – The Highwaymen - Murray Whiteman, Bill Levy und Stan Watts für Dangerous Moments – Martin Briley |                          |
| 1987                 | 1987                 | Eiko Ishioka                                                        | Japan                                     | Tutu                                                                                 | Miles Davis                                                                                | - Buddy Jackson für Songs Unspoken – Asleep at the Wheel - Andrew Ellis und Colin Chambers für Stereotomy – The Alan Parsons Project - Michael Hodgson und Jeffrey Kent Ayeroff für True Stories – Talking Heads - John Berg für The Voice: The Columbia Years 1943–1952 – Frank Sinatra |                          |
| 1988                 | 1988                 | Bill Johnson                                                        |                                           | King’s Record Shop                                                                   | Rosanne Cash                                                                               | - Peter Barratett für Shaka Zulu – Ladysmith Black Mambazo - Bruce Licher für Echelons – For Against - Ron Scarselli für Document – R.E.M. - Joe Stelmach für The Webster Blanton Band – Duke Ellington |                          |
| 1989                 | 1989                 | Bill Johnson                                                        |                                           | Tired of the Runnin                                                                  | The O’Kanes                                                                                | - Andrew Reid für Bête Noire – Bryan Ferry - Jeri Heiden für Brian Wilson – Brian Wilson - Bruce Licher für Our Beloved Revolutionary Sweetheart – Camper Van Beethoven - Henry Marquez für Picture This – The Valentine Brothers |                          |
| 1990                 | 1990                 | Roger Gorman                                                        |                                           | Sound + Vision                                                                       | David Bowie                                                                                | - Bill Burks und Tommy Steele für Foreign Affair – Tina Turner - Tom Recchion für Batman – Prince - Tommy Steele für Monster – Fetchin Bones - Jimmy Watchel für World in Motion – Jackson Browne |                          |
| 1991                 | 1991                 | Len Peltier, Jeffrey Gold, und Suzanne Vega                         | Vereinigte Staaten                        | Days of Open Hand                                                                    | Suzanne Vega                                                                               | - Carol Bobolts, Anita Baker und Jim Ladwig für Compositions – Anita Baker - Jeri Heiden für Behind the Mask – Fleetwood Mac - Vaughan Oliver für Bossanova – Pixies - Tom Recchion für Songs for Drella – Lou Reed und John Cale |                          |
| 1992                 | 1992                 | Vartan                                                              |                                           | The Complete Decca Recordings                                                        | Billie Holiday                                                                             | - Geoff Gans für Beat the Boots – Frank Zappa - Jeff Gold und Kim Champagne für Recycler – ZZ Top - Gabrielle Raumberger für Just for the Record – Barbra Streisand - Dirk Walter für Mighty Like a Rose – Elvis Costello |                          |
| 1993                 | 1993                 | Melanie Nissen                                                      |                                           | Spellbound                                                                           | Paula Abdul                                                                                | - Geoff Gans für Queen of Soul: The Atlantic Recordings – Aretha Franklin - Tommy Steele, Stephen Walker für Too Legit to Quit – MC Hammer - Ria Lewerke und Norman Moore für The King of Rock ’n’ Roll: The Complete 50s Masters – Elvis Presley - Len Peltier für 99.9F° – Suzanne Vega |                          |
| 1994                 | 1994                 | David Lau                                                           |                                           | The Complete Billie Holiday on Verve 1945–1959                                       | Billie Holiday                                                                             | - David Coleman für Live & Loud – Ozzy Osbourne - Storm Thorgerson und Stylorouge für Shine On – Pink Floyd - Tom Recchion, Michael Stipe, Jeff Gold und Jim Ladwig für Automatic For The People – R.E.M. - Kim Champagne und Jeff Gold für 14 Songs – Paul Westerberg |                          |
| 1995                 | 1995                 | Buddy Jackson                                                       |                                           | Tribute to the Music of Bob Willis and the Texas Playboys                            | Asleep at the Wheel                                                                        | - Deborah Norcross für Boingo – Oingo Boingo - Mary Maurer für Jar of Flies – Alice in Chains - Michael Colson für Secret World Live – Peter Gabriel - Mark Farrow, die Pet Shop Boys und David Wieo für Very Relentless – Pet Shop Boys |                          |
| 1996                 | 1996                 | Robbie Cavolina und Joni Mitchell                                   | Kanada                                    | Turbulent Indigo                                                                     | Joni Mitchell                                                                              | - Gary Burden für Mirror Ball – Neil Young - Stefan Sagmeister für Mountains of Madness – H.P. Zinker - Tim Stedman für This is Fort Apache – verschiedene Künstler - Joel Zimmerman für Vitalogy – Pearl Jam |                          |
| 1997                 | 1997                 | Andy Engel und Tommy Steele                                         |                                           | Ultra-Lounge (Leopard Skin Sampler)                                                  | verschiedene Künstler                                                                      | - Stefan Sagmeister für Set the Twilight Reeling – Lou Reed - Stefan Sagmeister für Miracle of Science – Marshall Crenshaw - Chika Azuma und Patricia Lie für East of the Sun: The West Coast Sessions – Stan Getz |                          |
| 1998                 | 1998                 | Hugh Brown, Al Q und Jeff Smith                                     |                                           | Titanic: Music As Heard on the Fateful Voyage                                        | verschiedene Künstler                                                                      | - Stefan Sagmeister für Fantastic Spikes Through Balloon – Skeleton Key - Peter Grant und Stephanie Hughes für Free Mars – Lusk - Johann Zambryski für Le Roi Est Mort, Vive Le Roi! – Enigma - Adam Jones und Kevin Willis für Ænima – Tool - Julian Peploe für The Planet Sleeps – verschiedene Künstler |                          |
| 1999                 | 1999                 | Kevin Reagan                                                        |                                           | Ray of Light                                                                         | Madonna                                                                                    | - Brad Benedict und Andy Engel für Big Bad Voodoo Daddy – Big Bad Voodoo Daddy - Gina R. Binkley und Susan Eaddy für Los Super Seven – Los Super Seven - Chika Azuma für Readings by Jack Kerouac and the Beat Generation – Jack Kerouac - Ames Brothers und Pearl Jam für Yield – Pearl Jam |                          |
| 2000                 | 2000                 | Ray Benson, Sally Carns, and Buddy Jackson                          | Vereinigte Staaten                        | Ride With Bob                                                                        | Asleep at the Wheel                                                                        | - Carla Leighton für Bleecker Street: Greenwich Village in the 1960s – verschiedene Künstler - Tammy Dotson, Michael Hodgson und Clive Piercy für Late Night Sessions – Caravana Cubana - Brad Benedict, Andy Engel, Johnny Lee und Tommy Steele für Ultra-Lounge: Tiki Sampler – verschiedene Künstler - Joseph Arthur und Zachary Larner für Vacancy – Joseph Arthur |                          |
| 2001                 | 2001                 | Kevin Reagan                                                        |                                           | Music                                                                                | Madonna                                                                                    | - Dan Ibarra und Kevin Wade (Planet Propaganda) für The Concert For Garcia Lorca – Ben Sidran - Billy Corgan, Gregory Sylvester, Thomas Wolfe und Yelena Yemchuk für Machina/The Machines of God – The Smashing Pumpkins - Hugh Brown und John Seabury für The Shaming of the True – Kevin Gilbert - Rachel Gutek und Jonathan Lea für Zenith – The Jigsaw Seen |                          |
| 2002                 | 2002                 | Stanley Donwood und Tchocky                                         | Vereinigtes Königreich                    | Amnesiac (Special Limited Edition)                                                   | Radiohead                                                                                  | - Lane Wurster für Bedlam Ballroom – Squirrel Nut Zippers - Megan Barra für Levee Town – Sonny Landreth - Stephen Doyle für Look into the Eyeball – David Byrne - Chris Bilheimer und Michael Stipe für Reveal – R.E.M. |                          |
| 2003                 | 2003                 | Kevin Reagan                                                        |                                           | Home                                                                                 | Dixie Chicks                                                                               | - Simon Earith für Dirty Vegas – Dirty Vegas - Rick Patrick für The Great Divide – Willie Nelson - Greg Foley für Release – Pet Shop Boys - Mick Haggerty für Worship and Tribute – Glassjaw |                          |
| 2004                 | 2004                 | Ani DiFranco und Brian Grunert                                      | Vereinigte Staaten                        | Evolve                                                                               | Ani DiFranco                                                                               | - Jim McAnally für In Bright Mansions – Fisk Jubilee Singers - Jami Anderson für Plow to the End of the Row – Adrienne Young - Bill Dolan und Cathy Richardson für The Road to Bliss – Cathy Richardson Band - Orri Páll Dýrason, Georg Hólm, Jón Þór Birgisson, Kjartan Sveinsson und Alex Torrance für ( ) – Sigur Rós |                          |
| 2005                 | 2005                 | Peter Buchanan-Smith und Dan Nadel                                  |                                           | A Ghost Is Born                                                                      | Wilco                                                                                      | - Jesse LeDoux für Chutes Too Narrow – The Shins - Ani DiFranco und Brian Grunert für Educated Guess – Ani DiFranco - Nathaniel Hörnblowér und Dechen Wangdu für To the 5 Boroughs – Beastie Boys - Qing-Yang Xiao für The Wondering Accordion – verschiedene Künstler |                          |
| 2006                 | 2006                 | Aimee Mann und Gail Marowitz                                        | Vereinigte Staaten                        | The Forgotten Arm                                                                    | Aimee Mann                                                                                 | - Stuart Hyatt für The Clouds – Stuart Hyatt and Community - Neil Ashby für The Cosmic Game – Thievery Corporation - Ani DiFranco und Brian Grunert für Knuckle Down – Ani DiFranco - Ryan Clark für O God, the Aftermath – Norma Jean |                          |
| 2007                 | 2007                 | Adam Jones                                                          |                                           | 10,000 Days                                                                          | Tool                                                                                       | - Ryan Clark für The Best Worst-Case Scenario – Fair - Randall Martin für Personal File – Johnny Cash - Ani DiFranco und Brian Grunert für Reprieve – Ani DiFranco - Neal Ashby und Matthew Curry für Versions – Thievery Corporation |                          |
| 2008                 | 2008                 | Zachary Nipper                                                      |                                           | Cassadaga                                                                            | Bright Eyes                                                                                | - Masaki Koike für Black Sabbath: The Dio Years – Black Sabbath - Craig Thompson für Friend and Foe – Menomena - Don Clark für Secrets Keep You Sick – The Fold - Qing-Yang Xiao für White Horse – GT |                          |
| 2009                 | 2009                 | Metallica                                                           |                                           | Death Magnetic                                                                       | Metallica                                                                                  | - Don Clark für Hawk Nelson Is My Friend – Hawk Nelson - No Age und Brian Roettinger für Nouns - Neal Ashby, Matthew Curry und Patrick Donohue für Radio Retaliation - Amanda Barrett, Abby DeWald, Renee Jablow und Rick Whitmore für Summer Rains |                          |
| 2010                 | 2010                 | Stefan Sagmeister                                                   | Österreich                                | Everything That Happens Will Happen Today                                            | David Byrne und Brian Eno                                                                  | - Brian Porizek für Back from the Dead – Spinal Tap - Neko Case und Kathleen Judge für Middle Cyclone – Neko Case - Jeff Harrison für Splitting Adam – Splitting Adam - Szu Wei Cheng und Hui Chen Huang für Tathagata – verschiedene Künstler |                          |
| 2011                 | 2011                 | Michael Carney                                                      |                                           | Brothers                                                                             | The Black Keys                                                                             | - Malene Mathiasson, Malthe Fischer, Kristoffer Rom, Nis Svoldgård und Aske Zidore für Eggs – Oh No Ono - Brian Grunert, Anaïs Mitchell und Peter Nevins für Hadestown – Anaïs Mitchell - Devendra Banhart und Jon Beasley für What Will We Be – Devendra Banhart - Andrew Taray für Yonkers NY – Chip Taylor |                          |
| 2012                 | 2012                 | Caroline Robert                                                     |                                           | The Suburbs (Deluxe)                                                                 | Arcade Fire                                                                                | - Todd Gallopo für Chickenfoot III – Chickenfoot - Sarah Dodds und Shauna Dodds für Good Luck & True Love – Reckless Kelly - Jonathan Dagan und Steven Acres für Rivers and Homes – J.Viewz - Vincent Morisset für The Suburbs (Deluxe) – Arcade Fire - Virgil Abloh für Watch The Throne – Jay-Z und Kanye West |                          |
| 2013                 | 2013                 | Michael Amzalag und Mathias Augustyniak                             | Frankreich                                | Biophilia                                                                            | Björk                                                                                      | - Brett Kilroe für Boys & Girls – Alabama Shakes - Gail Marowitz für Charmer – Aimee Mann - Noah Wall für Love This Giant – David Byrne und St. Vincent - David Longstreth für Swing Lo Magellan – Dirty Projectors |                          |
| 2014                 | 2014                 | Sarah Dodds und Shauna Dodds                                        |                                           | Long Night Moon                                                                      | Reckless Kelly                                                                             | - Mike Brown, Zac Decamp, Brian Grunert und Annie Stoll für Automatic Music Can Be Fun – Geneseo - Brian Roettinger für Magna Carta...Holy Grail – Jay-Z - Bruce Duckworth, Sarah Moffat und David Turner für Metallica Through the Never – Metallica - Jonathan Barnbrook für The Next Day – David Bowie |                          |
| 2015                 | 2015                 | Jeff Ament, Don Pendleton, Joe Spix und Jerome Turner               | Vereinigte Staaten                        | Lightning Bolt                                                                       | Pearl Jam                                                                                  | - David Chen und Andrew Wong für Formosa Medicine Show – The Muddy Basin Ramblers - Vaughan Oliver für Indie Cindy – Pixies - Jesse Kanda für LP1 – FKA twigs - Sarah Larnach für Whispers – Passenger |                          |
| 2016                 | 2016                 | Sarah Dodds, Shauna Dodds & Dick Reeves                             |                                           | Still the King: Celebrating the Music of Bob Wills and His Texas Playboys            | Asleep at the Wheel                                                                        | - Alex Trochut für Alagoas – Alagoas - Anita Marisa Boriboon und Phi Hollinger für Bush – Snoop Dogg - Brian Roettinger für How Big, How Blue, How Beautiful (Deluxe Edition) – Florence + The Machine - Nathanio Strimpopulos für My Happiness – Elvis Presley |                          |
| 2017                 | 2017                 | Jonathan Barnbrook                                                  | Vereinigtes Königreich                    | Blackstar                                                                            | David Bowie                                                                                | - Roy Nachum, Ciarra Pardo und Rihanna für Anti (Deluxe Edition) – Rihanna - Andrew Savage für Human Performance – Parquet Courts - Sarah Dodds und Shauna Dodds für Sunset Motel – Reckless Kelly - Eric Timothy Carlson für 22, A Million – Bon Iver |                          |
| 2018                 | 2018                 | Carlos Dussan, Juliana Jaramillo, Juan Martinez und Claudio Roncoli |                                           | El Orisha De La Rosa                                                                 | Magín Díaz                                                                                 | - Alex Crossan und Matt De Jong für Mura Masa – Mura Masa - Elyanna Blaser-Gould, Luke Hayman und Andrea Trabucco-Campos für Sleep Well Beast – The National - Gail Marowitz für Solid State – Jonathan Coulton |                          |
| 2018                 | 2018                 | Sasha Barr, Ed Steed und Josh Tillman                               | Vereinigte Staaten                        | Pure Comedy (Deluxe Edition)                                                         | Father John Misty                                                                          | - Alex Crossan und Matt De Jong für Mura Masa – Mura Masa - Elyanna Blaser-Gould, Luke Hayman und Andrea Trabucco-Campos für Sleep Well Beast – The National - Gail Marowitz für Solid State – Jonathan Coulton |                          |
| 2019                 | 2019                 | Willo Perron                                                        |                                           | Masseduction                                                                         | St. Vincent                                                                                | - Mary Banas für Be the Cowboy – Mitski - HuskyFox für Love Yourself: Tear – BTS - Qing-Yang Xiao für The Offering – The Chairman - Adam Moore für Well Kept Thing – Foxhole |                          |
| 2020                 | 2020                 | Barry Ament, Jeff Ament, Jeff Fura und Joe Spix (Artdirektoren)     | Vereinigte Staaten                        | Chris Cornell                                                                        | Chris Cornell                                                                              | - Anónimas & resilientes von Luisa María Arango, Carlos Dussan, Manuel García-Orozco & Juliana Jaramillo-Buenaventura, Artdirectors (Voces Del Bullerengue) - Hold That Tiger von Andrew Wong & Fongming Yang, Artdirectors (The Muddy Basin Ramblers) - I, I von Aaron Anderson & Eric Timothy Carlson, Artdirectors (Bon Iver) - Intellexual von Irwan Awalludin, Artdirector (Intellexual) |                          |
| 2021                 | 2021                 | Doug Cunningham und Jason Noto (künstlerische Leiter)               |                                           | Vols. 11 & 12                                                                        | Desert Sessions                                                                            | - Everyday Life von Coldplay (Künstlerische Leiterin: Pilar Zeta) - Funeral von Lil Wayne (Künstlerische Leiter: Kyle Goen, Alex Kalatschinow) - Healer von Grouplove (Künstlerische Leiter: Julian Gross, Hannah Hooper) - On Circles von Caspian (Künstlerischer Leiter: Jordan Butcher) |                          |
| 2022                 | 2022                 | Li Jheng Han, Yu Wei (künstlerische Leiter)                         |                                           | Pakelang                                                                             | 2nd Generation Falangao Singing Group and the Chairman Crossover Big Band                  | - American Jackpot / American Girls von Reckless Kelly (Künstlerische Leiter: Sarah Dodds, Shauna Dodds) - Carnage von Nick Cave & Warren Ellis (Künstlerische Leiter: Nick Cave, Tom Hingston) - Serpentine Prison von Matt Berninger (Künstlerische Leiterin: Dayle Doyle) - Zeta von Soul of Ears (Künstlerischer Leiter: Xiao Qing Yang) |                          |
| 2023 5. Februar 2023 | 2023 5. Februar 2023 | Chun-Tien Hsia, Qing-Yang Xiao (künstlerische Leiter)               |                                           | Beginningless Beginning                                                              | Tamsui-Kavalan Chinese Orchestra                                                           | - Divers von Soporus (Künstlerischer Leiter: William Stichter) - Everything Was Beautiful von Spiritualized (Künstlerischer Leiter: Mark Farrow) - Telos von Fann (Künstlerischer Leiter: Ming Liu) - Voyeurist von Underoath (Künstlerischer Leiter: Tnsn Dvsn) |                          |
| 2024 4. Februar 2024 | 2024 4. Februar 2024 | Luke Brooks, James Theseus Buck (künstlerische Leitung)             |                                           | Stumpwork                                                                            | Dry Cleaning                                                                               | - The Art of Forgetting von Caroline Rose (Künstlerische Leitung: Caroline Rose) - Cadenza 21’ vom Ensemble Cadenza 21’ (Künstlerische Leitung: Cheng Hsing-hui) - Electrophonic Chronic von den Arcs (Künstlerische Leitung: Perry Shall) - Gravity Falls von Brad Breeck (Künstlerische Leitung: Iam8bit) - Migration von Leaf Yeh (Künstlerische Leitung: Yu Wei) |                          |
| 2025 2. Februar 2025 | 2025 2. Februar 2025 | Brent David Freaney, Imogene Strauss (künstlerische Leitung)        |                                           | Brat                                                                                 | Charli XCX                                                                                 | - The Avett Brothers von den Avett Brothers (Künstlerische Leiter: Jonny Black, Giorgia Sage) - Baker Hotel von William Clark Green (Künstlerischer Leiterinnen: Sarah Dodds, Shauna Dodds) - F-1 Trillion von Post Malone (Künstlerische Leiter: Archie Lee Coates IV, Jeffrey Franklin, Blossom Liu, Kylie McMahon, Ana Cecilia Thompson Motta) - Hounds of Love – The Baskerville Edition von Kate Bush (Künstlerische Leiter: Kate Bush, Albert McIntosh) - Jug Band Millionaire von den Muddy Basin Ramblers (Künstlerische Leiter: Andrew Wong, Julie Yeh) - Pregnancy, Breakdown, and Disease von iWhoiWhoo (Künstlerischer Leiter: Lee Pei-Tzu)                                               |                          |